# Gwen Guthrie
Gwen Guthrie (* 9. Juli 1950 in Newark (New Jersey); † 3. Februar 1999 in Orange, New Jersey) war eine US-amerikanische Sängerin, Pianistin und Songschreiberin. Ihr größter Hit hieß 1986 Ain’t Nothin’ Goin’ On but the Rent.

## Biografie
Von ihrem Vater lernte Gwen Guthrie, die in Newark, New Jersey aufwuchs, mit 8 Jahren Klavier spielen, in der Schule beschäftigte sie sich mit klassischer Musik. Später sang sie aus Spaß auf Straßenfesten und Partys und war Anfang der 1970er Jahre Mitglied der Gesangsgruppen The Ebonettes und The Matchmakers. Nach ihrer Ausbildung arbeitete sie als Grundschullehrerin.
1974 heuerte Guthrie als Studiosängerin für Aretha Franklin an, bei deren Hit I’m in Love sie neben Cissy Houston eine erkrankte Sängerin ersetzte. Auch für Roberta Flack sang sie bei Aufnahmen. Ein Jahr später komponierte Guthrie den Titel Supernatural Thing, der ein US-Top-10-Hit von Ben E. King wurde. Weitere Lieder schrieb sie für die Pointer Sisters und Isaac Hayes.
Die erste Soloplatte, die Ende der 1970er Jahre für Columbia Records entstand, kam nie in die Läden. Daraufhin zog es Guthrie nach Jamaika, wo sie ein Jahr blieb. Zurück in der Heimat bekam sie einen Vertrag bei Chris Blackwell von Island Records. 1982 wurde das erste offizielle Album Gwen Guthrie veröffentlicht, dessen musikalisches Spektrum R&B, Reggae und Dance-Musik umfasste. Ihren größten Erfolg feierte sie 1986 mit dem weltweiten Hit Ain’t Nothin’ Goin’ On but the Rent.
Bis 1988 hatte die Amerikanerin einige weitere kleine Hits in Großbritannien. In den 1990er Jahren arbeitete sie hauptsächlich als Arrangeurin und Produzentin. Gwen Guthrie starb 1999 mit 48 Jahren in Orange, New Jersey, an Gebärmutterkrebs und wurde auf dem Fairmount Cemetery in Newark, New Jersey beigesetzt. Im gleichen Jahr erschien die Kompilation Ultimate Collection.

## Diskografie

### Alben
| Jahr | Titel            | Höchstplatzierung, Gesamtwochen, AuszeichnungChartplatzierungen (Jahr, Titel, Platzierungen, Wochen, Auszeichnungen, Anmerkungen) | Höchstplatzierung, Gesamtwochen, AuszeichnungChartplatzierungen (Jahr, Titel, Platzierungen, Wochen, Auszeichnungen, Anmerkungen) | Höchstplatzierung, Gesamtwochen, AuszeichnungChartplatzierungen (Jahr, Titel, Platzierungen, Wochen, Auszeichnungen, Anmerkungen) | Höchstplatzierung, Gesamtwochen, AuszeichnungChartplatzierungen (Jahr, Titel, Platzierungen, Wochen, Auszeichnungen, Anmerkungen) | Anmerkungen                                                                               |
| Jahr | Titel            | DE | UK | US | R&B | Anmerkungen                                                                               |
| ---- | ---------------- | --- | --- | --- | --- | ----------------------------------------------------------------------------------------- |
| 1982 | Gwen Guthrie     | — | — | — | R&B28 (15 Wo.)R&B | Erstveröffentlichung: 1982 Produzenten: Sly Dunbar, Robbie Shakespeare, Steven Stanley    |
| 1985 | Just for You     | — | — | — | R&B55 (6 Wo.)R&B | Erstveröffentlichung: März 1985 Produzent: Eumir Deodato                                  |
| 1985 | Padlock          | — | — | — | R&B47 (8 Wo.)R&B | Erstveröffentlichung: 1983 Produzenten: Sly Dunbar, Robbie Shakespeare, Steven Stanley    |
| 1986 | Good to Go Lover | — | UK42 (14 Wo.)UK | US89 (13 Wo.)US | R&B20 (14 Wo.)R&B | Erstveröffentlichung: August 1986 Produzenten: Gwen Guthrie, David Conley, Ernestine Bell |

Weitere Alben
- 1983: Portrait
- 1988: Lifeline
- 1990: Hot Times

### Kompilationen
- 1987: Ticket to Ride
- 1999: Ultimate Collection

### Singles
| Jahr | Titel Album                                          | Höchstplatzierung, Gesamtwochen, AuszeichnungChartplatzierungen (Jahr, Titel, Album, Platzierungen, Wochen, Auszeichnungen, Anmerkungen) | Höchstplatzierung, Gesamtwochen, AuszeichnungChartplatzierungen (Jahr, Titel, Album, Platzierungen, Wochen, Auszeichnungen, Anmerkungen) | Höchstplatzierung, Gesamtwochen, AuszeichnungChartplatzierungen (Jahr, Titel, Album, Platzierungen, Wochen, Auszeichnungen, Anmerkungen) | Höchstplatzierung, Gesamtwochen, AuszeichnungChartplatzierungen (Jahr, Titel, Album, Platzierungen, Wochen, Auszeichnungen, Anmerkungen) | Höchstplatzierung, Gesamtwochen, AuszeichnungChartplatzierungen (Jahr, Titel, Album, Platzierungen, Wochen, Auszeichnungen, Anmerkungen) | Anmerkungen | [↑]: gemeinsam behandelt mit vorhergehendem Eintrag; [←]: in beiden Charts platziert |
| Jahr | Titel Album                                          | DE | UK | US | R&B | Dance | Anmerkungen |                                                                                      |
| ---- | ---------------------------------------------------- | --- | --- | --- | --- | --- | --- | ------------------------------------------------------------------------------------ |
| 1982 | It Should Have Been You Gwen Guthrie                 | — | — | — | R&B27 (12 Wo.)R&B | Dance11 (16 Wo.)Dance | Erstveröffentlichung: August 1982 Autor: Darryl Thompson                                                              |                                                                                      |
| 1983 | Peanut Butter Portrait                               | — | — | — | R&B83 (3 Wo.)R&B | — | Erstveröffentlichung: April 1983 Autor: Sly Dunbar                                                                    |                                                                                      |
| 1984 | Love in Moderation Just for You                      | — | — | — | R&B17 (15 Wo.)R&B | — | Erstveröffentlichung: November 1984 Autoren: Jerry Barnes, Katreese Barnes                                            |                                                                                      |
| 1985 | Just for You                                         | — | — | — | R&B53 (9 Wo.)R&B | — | Erstveröffentlichung: März 1985 Autoren: Jerry Barnes, Katreese Barnes                                                |                                                                                      |
| 1985 | Padlock (EP) –                                       | — | — | — | R&B25 (14 Wo.)R&B | Dance13 (15 Wo.)Dance | Erstveröffentlichung: Mai 1985 feat. Sly Dunbar, Robbie Shakespeare, Wally Badarou, Darryl Thompson Autor: Tamy Smith |                                                                                      |
| 1985 | Peanut Butter (Remix) –                              | — | — | — | R&B75 (4 Wo.)R&B | — | Erstveröffentlichung: Oktober 1985 Mix: Larry Levan                                                                   |                                                                                      |
| 1986 | Ain’t Nothin’ Goin’ On but the Rent Good to Go Lover | DE21 (12 Wo.)DE | UK5 Silber · (12 Wo.)UK | US42 (13 Wo.)US | R&B1 (19 Wo.)R&B | Dance1 (13 Wo.)Dance | Erstveröffentlichung: Juni 1986 Autoren: Cee Rogers, Gwen Guthrie                                                     |                                                                                      |
| 1986 | (They Long to Be) Close to You Good to Go Lover      | — | UK25 (7 Wo.)UK | — | R&B69 (9 Wo.)R&B | — | Erstveröffentlichung: September 1986 Autoren: Burt Bacharach, Hal David                                               |                                                                                      |
| 1986 | Seventh Heaven Portrait                              | — | UK85 (2 Wo.)UK | — | — | — | Erstveröffentlichung: September 1986 Autor: Tami Lester Smith                                                         |                                                                                      |
| 1986 | Outside in the Rain Good to Go Lover                 | — | UK37 (4 Wo.)UK | — | R&B51 (8 Wo.)R&B | — | Erstveröffentlichung: Oktober 1986 Autoren: Bernard Jackson, David Conley, David Townsend, Joshua Thompson            |                                                                                      |
| 1986 | Good to Go Lover                                     | —[UK: ↑] | UK37 (4 Wo.)UK | — | — | — | Erstveröffentlichung: Februar 1987 Autoren: Bill Hagans, Gwen Guthrie                                                 |                                                                                      |
| 1987 | Friends and Lovers –                                 | — | UK97 (1 Wo.)UK | — | — | — | Erstveröffentlichung: August 1987 mit Boris Gardiner Autor: Ben Peters                                                |                                                                                      |
| 1988 | Can’t Love You Tonight Lifeline                      | — | UK79 (2 Wo.)UK | — | R&B83 (6 Wo.)R&B | Dance44 (3 Wo.)Dance | Erstveröffentlichung: März 1988 Autor: Gwen Guthrie                                                                   |                                                                                      |
| 1990 | Miss My Love Hot Times                               | — | — | — | — | Dance27 (4 Wo.)Dance | Erstveröffentlichung: Oktober 1990 Autor: Larry Conley                                                                |                                                                                      |
| 1991 | Sweet Bitter Love Hot Times                          | — | — | — | R&B74 (6 Wo.)R&B | — | Erstveröffentlichung: Mai 1991 Autoren: Gwen Guthrie, Brian Jackson                                                   |                                                                                      |
| 1993 | Ain’t Nothin’ Goin’ On but the Rent (1993 Remix) –   | — | UK42 (2 Wo.)UK | — | — | — | Erstveröffentlichung: August 1993 Remix: Nigel Wright                                                                 |                                                                                      |

Weitere Singles
- 1981: Nothing But Love (Peter Tosh mit Gwen Guthrie)
- 1982: Peek-a-Boo
- 1982: For You (With a Melody Too) (Remix) / Peek a Boo (Remix)
- 1983: Hopscotch
- 1987: Ticket to Ride
- 1988: Rockin’ Chair
- 1988: Family Affair
- 1990: Say It Isn’t So
- 1992: Eyes (You Never Really Cared)
- 1992: This Christmas Eve